# Phanoperla pallipennis
Phanoperla pallipennis är en bäcksländeart som först beskrevs av Banks 1938.  Phanoperla pallipennis ingår i släktet Phanoperla och familjen jättebäcksländor. Inga underarter finns listade i Catalogue of Life.